# Jorge Elieser Márquez
Jorge Elieser Márquez Monsalve (Caracas, Venezuela, 20 de febrero de 1971) es un militar venezolano. Es actualmente   Vicepresidente Sectorial de Obras Públicas y Servicios desde el 23 de abril de 2024. Fue también ministro del Despacho de la Presidencia y Seguimiento de la Gestión de Gobierno de Nicolás Maduro, entre 2017 y abril de 2024 y actualmente ministro de Energía Eléctrica

## Biografía
Es General de Division de la Guardia Nacional Bolivariana (GNB), egresado de la Escuela de Formación de Oficiales de la Guardia Nacional (EFOFAC) en el año 1994. También cumple funciones director general de la Comisión Nacional de Telecomunicaciones (Conatel), oficializado en Gaceta 41.208 el 7 de agosto de 2017. Durante su ejercicio en este cargo cerró dos canales de televisión colombianos en Venezuela, debido a su cobertura de la exfiscal general venezolana Luisa Ortega Díaz.
De acuerdo con un perfil publicado por la página oficial de Venezolana de Televisión el 3 de noviembre de 2017: “Fue edecán del presidente Nicolás Maduro, con quien ha trabajado desde que era Canciller de la República Bolivariana de Venezuela”.
Es también Presidente de la Corporación Socialista de las Telecomunicaciones, designado el 23 de mayo de 2019. El 22 de mayo de 2020 es designado por el Tribunal Supremo de Justicia de Venezuela mediante una polémica medida como presidente de la junta Ad hoc de la empresa Directv Venezuela, tras la retirada de la compañía estadounidense del país.[cita requerida]